# Pulau Jambu (Cerenti)
Pulau Jambu is een bestuurslaag in het regentschap Kuantan Singingi van de provincie Riau, Indonesië. Pulau Jambu telt 754 inwoners (volkstelling 2010).